# Cyrano unicolor
Cyrano unicolor is een libellensoort uit de familie van de Chlorocyphidae (Juweeljuffers), onderorde juffers (Zygoptera).
De soort staat op de Rode Lijst van de IUCN als niet bedreigd, beoordelingsjaar 2009, de trend van de populatie is volgens de IUCN dalend.
De wetenschappelijke naam van de soort is voor het eerst geldig gepubliceerd in 1869 door Hagen in Selys.